# Injekció
Az injekció az az eszköz, mely egy (általában bőr alá bejutó) tűből és egy fecskendőből áll, s melynek segítségével folyadékot, leginkább gyógyszert juttatnak egy ember szervezetébe. Az injektálás az a folyamat, melynek segítségével az emésztőrendszert megkerülve lehet gyógyszert juttatni a szervezetbe. Az emésztőrendszert megkerülő injekciók közé tartozik a bőr alá adott, az izomba adott, az intravénás, a hashártyába adott, a csontvelőbe adott, a szívbe adott, az ízületbe adott és a [péniszbe adott injekciók.
Az injekciót általában adagolva adják be, de használható folyamatos gyógyszeradagolásra is. A gyógyítás akkor is lehet hosszan tartó, ha a hatóanyagot csak adagolva adják be, ekkor depózott injekcióról beszélünk. Az injekció helyett akkor használnak katétert, ha hosszabb ideig vagy visszatérten kell egy gyógyszert alkalmazni.
Az injekciók a leggyakrabban alkalmazott gyógyászati beavatkozások eszközei. Évente 16 milliárd alkalommal használják a fejlődő és az átmeneti gazdaságú országokban. 95%-ot gyógyító, 3%-ot védekezésként, a többit pedig egyéb célokból, például vérátömlesztésnél használják.
Mivel a folyamat során apró pontszerű sérülés keletkezik a bőrön, ezért kialakul egyeseknél egy tűtől való félelemként leírható fóbia. A seb miatt a folyamat végén megfelelő fertőtlenítésre van szükség.